# Dasný
Dasný (něm. Kronfellern) je obec ležící v okrese České Budějovice, kraj Jihočeský, zhruba 7 km severozápadně od Českých Budějovic, na silnici I/20, spojující České Budějovice s Plzní. Na sever od Dasnýho se rozkládá rybník Bezdrev a město Hluboká nad Vltavou, na jihu obec od krajského města oddělují Vrbenské rybníky. Žije zde 345 obyvatel.

## Název
Vesnice byla založena pod jménem Kronfellern, což lze do češtiny přeložit jako Korunní Vrbné. Název patrně odkazoval na fakt, že vesnice vznikla na královských pozemcích jakožto královský majetek. Nejstarší zaznamenané české jméno je Deštné, kteréžto bylo v průběhu věků zkomoleno na tvar Dasný.

## Historie
První písemná zmínka o vsi (in Destnem) pochází z roku 1418. V posledních dvou staletích před zrušením poddanství se ves dělila ve dvě poloviny, z nichž severní náležela panství Hluboká, jižní pak královskému městu České Budějovice. Od roku 1850 byl Dasný součástí obce Bavorovice, v roce 1880 se stal samostatnou obcí. V letech 1943–45 spadaly pod Dasný i Čejkovice. Tento stav vydržel až do 30. dubna 1976, kdy naopak došlo k začlenění pod obec Čejkovice. Status obce Dasný znovu nabyl ke 24. listopadu 1990.

## Pamětihodnosti
- pseudorománská kaple sv. Jana Nepomuckého z let 1869 až 1870
- tři stavení na návsi se zachovalými prvky výzdoby ve stylu selského baroka[5]
- roubené stavení s omazávkou („kožichem“), čp. 13 v sz. části obce

## Galerie

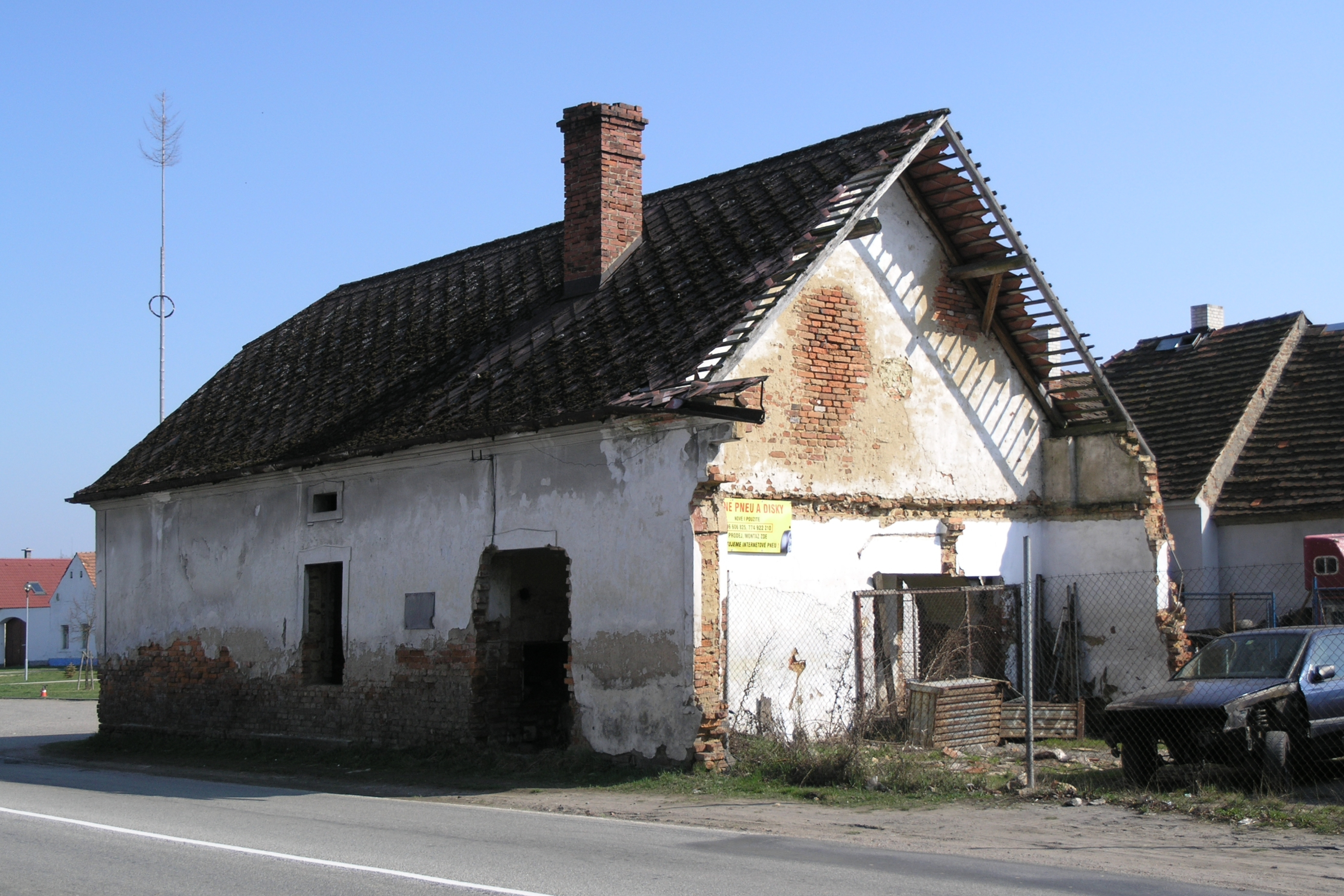
Stavení č.p.16
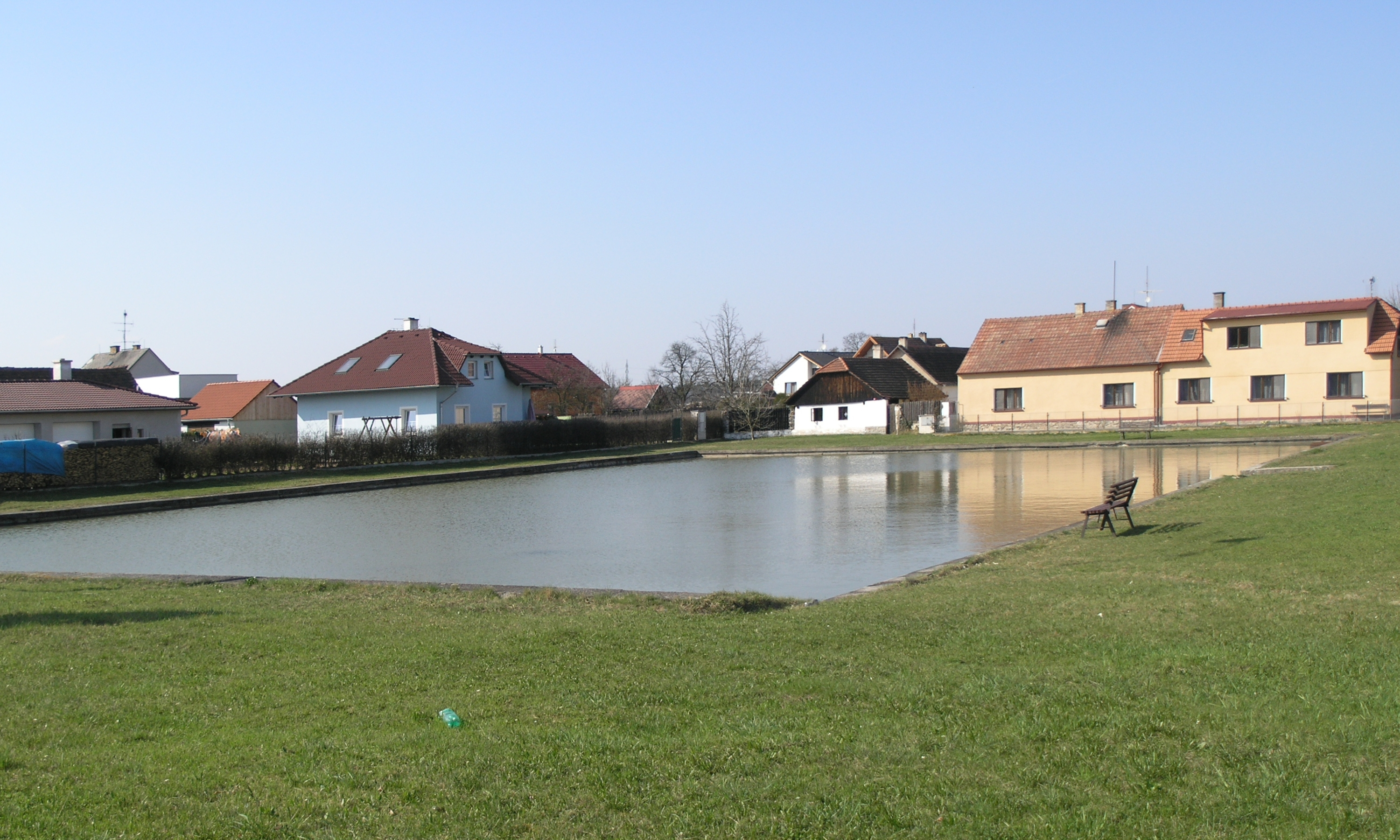
Vodní nádrž
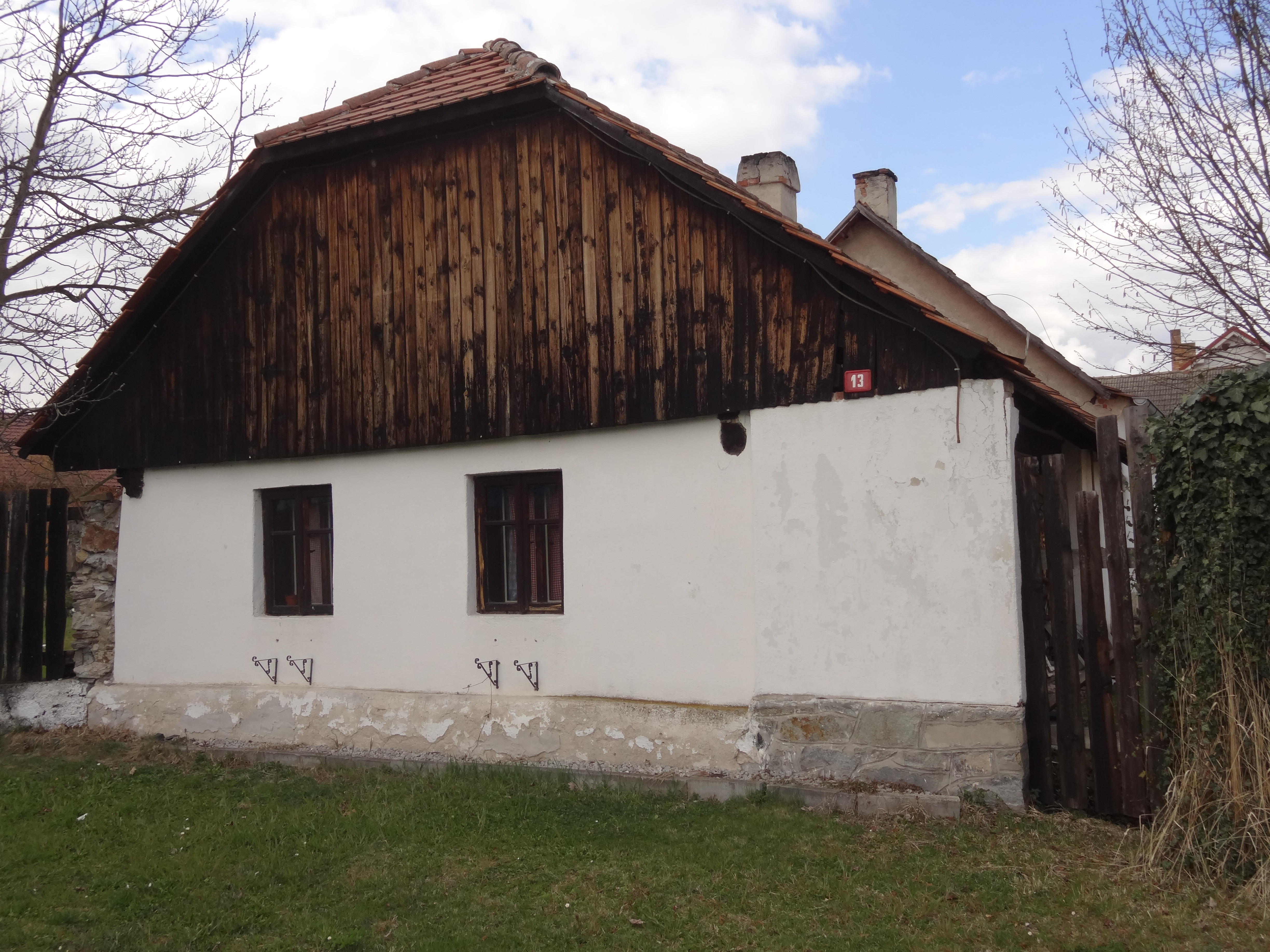
Stavení č.p.13